# Oddział partyzancki Armii Krajowej „Burza”
Oddział partyzancki „Burza” – dowodzony początkowo przez sierż. Stanisława Karlińskiego, ps. „Kruk”, „Onufry”, „Burza”, a następnie przez Antoniego Bednarczyka, ps. „Kuba”, oddział partyzancki utworzony na terenie Okręgu Łódź Armii Krajowej. 

## Historia oddziału
Oddział partyzancki „Burza” został utworzony w drugiej połowie grudnia 1943 r. przez por. „Morusa”. Nazwa oddziału nawiązywała do nazwy niszczyciela polskiej Marynarki Wojennej ORP „Burza”. Na dowódcę oddziału został powołany Stanisław Karliński – awansowany na stopień sierżanta partyzant z oddziału „Wicher” o pseudonimie „Onufry”. Wraz z powołaniem na dowódcę „Onufry” zmienił pseudonim na „Burza”. Do końca 1943 r. oddział liczył 35 dobrze uzbrojonych żołnierzy. 

### Działalność oddziału od utworzenia do lipca 1944r.
- 14 stycznia 1944 r. wspólnie z oddziałem „Wicher” partyzanci „Burzy” przeprowadzili akcję we wsi Ojrzeń niedaleko Diablej Góry. Zorganizowano zasadzkę na powracających z pacyfikacji okolicznych wsi żandarmów. 12 Niemców zostało zabitych, a 16 rannych. Strona polska nie poniosła strat[2].
- 16 lutego 1944 r. oddział przeprowadził akcję na niemiecką wieś Klementynów. Partyzanci przebrani w mundury żandarmów opanowali bunkier z niemiecką załogą. Zdobyto broń, amunicję, zarekwirowano spore zapasy żywności[3].
- 22 lutego 1944 r. wspólnie z partyzantami z oddziału „Grom” przeprowadzono akcję na posterunek żandarmerii w Bujnach. Zarekwirowano broń, amunicję, koce i lekarstwa[4][5].
- 23 marca 1944 r. doszło do potyczki z oddziałami niemieckiej żandarmerii początkowo w okolicach wsi Niwy, a następnie, wspólnie z oddziałem partyzanckim „Grom”, we wsi Kolonia Bartodzieje. Poległo 26 żandarmów. Strona polska straciła dwóch partyzantów[6].
- 25 marca 1944 r. na rozkaz szefa Kedywu kpt. „Gaja” wszystkie oddziały partyzanckie działające w okręgu AK Łódź stawiły się w miejscowości Justynów nad Pilicą. Oddział „Burza” liczył wtedy 32 ludzi[7].
- 9 maja 1944 r. w zasadzce pod Żerechową oraz 12 maja 1944 r. na szosie między Ręcznem a Łękami Szlacheckimi w sumie zabito lub raniono kilkudziesięciu żandarmów, a w ręce partyzantów wpadła broń maszynowa, ręczna, amunicja i granaty[8].
- W nocy z 12 na 13 czerwca 1944 r. wraz z partyzantami z oddziału „Błyskawica” żołnierze oddziału „Burza” opanowali posterunek niemieckiej żandarmerii w Ręcznie, a następnie zorganizowali na szosie pod Łękami Szlacheckimi zasadzkę na kolumnę samochodową nieprzyjaciela. Podczas  starcia poległ jeden partyzant. Niemcy stracili kilkudziesięciu żołnierzy, a wielu zostało rannych[9].
- Również w czerwcu 1944 oddział „Burza” przeprowadził atak na fabrykę w Bugaju. Niemcy stracili 7 żołnierzy. Partyzanci zdobyli broń. Szeregi oddziału zasilili też pracujący w fabryce jeńcy radzieccy[10].
- W dniu 15 lipca 1944 r. żołnierze z „Burzy” zorganizował zasadzkę na 15 żandarmów w Poskrzyńskich Górach. Wszyscy Niemcy polegli[10].

### Działalność oddziału od sierpnia do listopada 1944r. w ramach 25 pułku piechoty Armii Krajowej
W drugiej połowie lipca 1944 r. w związku ze zbliżaniem się wojsk sowieckich do linii Wisły inspektor piotrkowski, major Stanisław Pawłowski „Powała”, zarządził koncentrację wszystkich podległych mu oddziałów partyzanckich w lasach w okolicy wsi Barkowice Mokre. W ten sposób zmobilizowano około 550 żołnierzy, z których powstał I batalion 25 pułku piechoty Armii Krajowej. Początek koncentracji został wyznaczony na dzień 20 lipca 1944. Oddział liczył wtedy około 200 dobrze uzbrojonych i zdyscyplinowanych żołnierzy. Po wcieleniu oddziału do struktur I batalionu 25 pułku piechoty Armii Krajowej dowództwo nad nim powierzono por. Antoniemu Bednarczykowi, ps. „Kuba”.
Początkowo oddział „Burza” pod dowództwem „Kuby” wchodził w skład II plutonu, 1. kompanii, I batalionu 25 pp AK. Pod koniec sierpnia 1944 pułk został przeorganizowany i w miejsce batalionu utworzono 5 kompanii. Żołnierze „Kuby” weszli w skład 1. kompanii cekaemów, której dowódcą został ppor. Bolesław Turkiewicz ps. „Bohun”.
Działając w strukturach 25 pułku piechoty AK, żołnierze z oddziału „Burza” brali udział w wielu akcjach oraz potyczkach z niemieckimi żandarmami i żołnierzami.
- 13 sierpnia 1944 r. grupa około 90–100 żołnierzy z różnych oddziałów wchodzących w skład 25 pp AK pod dowództwem ppor. „Maja” dokonała pacyfikacji niemieckiej kolonii Jawor zamieszkiwanej przez volksdeutschów tworzących Selbstschutz. W wyniku walk zniszczono niemiecki bunkier, zarekwirowano bydło i konie, zdobyto broń i amunicję. Po stronie partyzantów zginął co najmniej jeden żołnierz[13].
- 16 sierpnia 1944 r. partyzanci stoczyli dwie potyczki z Niemcami w rejonie wsi Sulborowice i Reczków. W godzinach przedpołudniowych siły polskie rozbiły oddział żandarmerii niemieckiej. Zginęło 20 żandarmów, a pozostałych 17 rozstrzelano za znęcanie się nad ludnością cywilną. Po stronie polskiej nie było zabitych. Trzech partyzantów zostało rannych. Zdobyto broń, amunicję, konie, wozy, oprzyrządowanie wojskowe i mapy. W tym samym miejscu w godzinach popołudniowych pułk stoczył bój z około 300–350 żołnierzami niemieckimi. W czasie popołudniowej akcji straty niemieckie wyniosły 66 zabitych i około 90–100 rannych. Po stronie polskiej zginęło 10 partyzantów, w tym por. „Kuba” (Antoni Bednarczyk) – dowódca oddziału „Burza”. Kolejnych trzech żołnierzy zostało rannych[14].
- Od 20 sierpnia do 26 września 1944 r. oddział wraz z innymi oddziałami wchodzącymi w skład I batalionu 25 pp AK stacjonował w obozie warownym w lasach przysuskich. Dni mijały partyzantom na ćwiczeniach polowych, ćwiczeniach musztry, organizowaniu żywności[15].
- 21 sierpnia 1944 major „Roman” przeorganizował batalion w pułk i oficjalnie nadał mu nazwę 25 pułku piechoty Armii Krajowej, nawiązując tym do istniejącego przed 1939 r. 25 pułku piechoty Wojska Polskiego[16].
- 6 września 1944 r. niemieckie oddziały Wehrmachtu w sile jednej kompanii zaatakowały partyzantów w okolicach leśniczówki Huta i gajówki Piecyki w lasach przysuskich niedaleko Stefanowa. W wyniku działań bojowych po stronie niemieckiej zginęło 18 żołnierzy (w tym dwóch oficerów), a 7 zostało rannych. Po stronie polskiej nie odnotowano zabitych. Ciężko ranny został jeden partyzant z oddziału „Błyskawica”[17].
- W wyniku przeprowadzonej we wrześniu 1944 r. reorganizacji 25 pp AK partyzanci z dawnego oddziału „Burza” weszli w skład 1. kompanii cekaemów. Liczyła ona ponad 120 żołnierzy[18].
- 26 września 1944 r. w ramach operacji „Waldkater” siły niemieckie w liczbie około 1200 żołnierzy i żandarmów zaatakowały w lasach przysuskich połączone siły 25 i 72 pułku piechoty Armii Krajowej. W wyniku wielogodzinnej walki operacja „Waldkater” zakończyła się fiaskiem. Niemcy stracili 140 zabitych oraz około 230 rannych. Po polskiej stronie zginęło 10 partyzantów, 20 było rannych, a sześciu zaginęło[19] (inne źródło podaje 11 zabitych, 10 rannych i pięciu zaginionych[20]).
- W nocy z 27 na 28 września 1944 r. w odwecie za operację „Waldkater” partyzanci z 25 pp oraz 72 pp AK (w sumie około 600 żołnierzy) przeprowadzili akcję mającą na celu zniszczenie posterunku żandarmerii w Przysusze. Po kilkugodzinnej walce partyzantom nie udało się osiągnąć głównego celu akcji. Bunkier przy posterunku żandarmerii pozostał niezdobyty. Po stronie niemieckiej zginęło około 60 żandarmów. Po stronie polskiej zginęło 2 partyzantów, a 7 zostało rannych. Zdobyto żywność i broń[21].

- 23 października 1944 r. Niemcy otoczyli 25 pułk piechoty Armii Krajowej w okolicach wsi Myślibórz, Tomaszów i Ruszenice. Z powodu dużej przewagi wroga partyzanci wycofali się do wsi Górki Niemojowskie[22].
- 27 października 1944 r. w okolicach wsi Biały Ług partyzanci z 25 pp AK odparli atak około 2500 żołnierzy niemieckich z SS i Wehrmachtu. W wielogodzinnym boju Niemcy stracili ok. 140 żołnierzy (40 zabitych i 100 utopionych w bagnie). Po stronie polskiej zginęło 8 partyzantów[23].
- 4 listopada 1944 r. około 800 żołnierzy 25 pp AK przełamało pierścień obławy niemieckiej w lasach przysuskich w okolicy leśniczówki Huta. W całodniowym boju poległo około 20 partyzantów w tym zastępca dowódcy pułku – major Bronisław Lewkowicz ps. „Kurs”. Około 30 żołnierzy zostało rannych. Straty niemieckie w walce koło leśniczówki Huta oszacowano na około 100 poległych żołnierzy[24].
- 5 listopada 1944 r. odpoczywający we wsi Boków partyzanci zostali zaskoczeni przez przeważające liczebnie oddziały niemieckie. 25 pp AK wycofała się w kierunku południowo-zachodnim. Straty własne wyniosły 10 zabitych i 50 rannych[25]. Przez kilka następnych dni żołnierze uciekali przed ścigającymi ich oddziałami niemieckimi. Między wsiami Brody i Wincentów na skutek zamieszania około 250 żołnierzy zgubiło się lub rozproszyło w lasach koneckich. Część z tych osób poległa, wielu odniosło rany, pewna grupa trafiła do niewoli i do więzień. Była to wielka klęska pułku poniesiona bez żadnej walki, ponieważ nieprzyjaciel nie znajdował się w bezpośrednim kontakcie z partyzantami. 9 listopada kolumna doszła do Górek Niemojowskich, gdzie mogła wreszcie spokojnie odpocząć. Na dzień 9 listopada stan pułku wynosił około 300 osób[26].

### Działalność oddziału od listopada 1944r. do stycznia 1945r.
9 listopada 1944 r. podjęto decyzję o rozformowaniu 25 pułku piechoty AK. Od tej chwili walki z okupantem miały być ponownie prowadzone przez mniejsze grupy partyzanckie. Większość partyzantów dawnego oddziału „Burza” nie kontynuowało walki, ponieważ pod Wincentowem utracono prawie całe uzbrojenie kompanii cekaemów. Pojedynczy partyzanci zdecydowali dołączyć do swojego byłego dowódcy – „Burzy”, który przebywał na leczeniu w Lubieniu, i w ten sposób odtworzyć dawny oddział.  

### Okres powojenny
Nasilające się represje wobec Stanisława Karlińskiego „Burzy” i próby nakłonienia go do współpracy z powojennym aparatem bezpieczeństwa spowodowały, że w kwietniu 1945 r. zdecydował się na utworzenie oddziału partyzanckiego o nazwie Ruch Samoobrony Armii Krajowej i Narodu, samemu obejmując jego dowództwo pod pseudonimem „Miecz”. W odwecie Urząd Bezpieczeństwa aresztował członków jego najbliższej rodziny i spalił jego dom w Łękach Królewskich. 
- 6 czerwca 1945 r. oddział Karlińskiego rozbił obóz pracy w Szczekanicy, w którym przebywali jego najbliżsi, i uwolnił wszystkich przetrzymywanych tam Polaków. Liczebność Ruchu Samoobrony Armii Krajowej i Narodu zwiększyła się do około 300 żołnierzy[29].

- 8 lipca 1945 r. oddział Karlińskiego starł się z kilkanaście razy liczniejszą jednostką Armii Czerwonej w okolicach wsi Majkowice. Zginęło ponad 120 żołnierzy sowieckich i 16 polskich partyzantów[30].
- Przez następne dni oddział Karlińskiego ukrywał się w lasach koło Lubienia. 18 lipca 1945 r. Ruch Samoobrony Armii Krajowej i Narodu został ostatecznie rozwiązany.